# Segunda batalla del mar de Java
La Segunda Batalla del Mar de Java fue la última acción militar naval de la Campaña de las Indias Orientales Neerlandesas de 1941-1942. Ocurrió el 1 de marzo de 1942, dos días después de la primera Batalla del Mar de Java. Significó el fin de las operaciones navales Aliadas en las aguas alrededor de Java, permitiendo a las fuerzas japonesas completar su conquista de las Indias Orientales Neerlandesas sin oposición.

## Antecedentes
La flota del Comando Americano-Británico-Holandés-Australiano que había sido derrotada en la primera batalla el 27 de febrero de 1942, fue hundida o dispersada por los japoneses.
El crucero ligero HMAS Perth y el crucero pesado USS Houston se habían retirado a Tanjong Priok, el puerto de la capital, Batavia, en el oeste de la isla. Debían retirarse a través del Estrecho de la Sonda a Tjilatjap en el sur de la isla y partieron la noche del 28 de febrero; pero al encontrarse con la fuerza de invasión japonesa que venía del occidente más tarde esa misma noche en la Bahía de Batan, ambos fueron hundidos. Este incidente es conocido como la Batalla del Estrecho de la Sonda.
El crucero pesado HMS Exeter -gravemente dañado en la batalla- tuvo que retirarse a Surabaya en el este, siendo escoltado por el destructor holandés HNLMS Witte de With. Allí se reunió con el HMS Encounter, el cual había llegado con los sobrevivientes del destructor HNLMS Kortenaer . También en Surabaya se encontraban cuatro destructores del Escuadrón de Destructores 58 de la Armada estadounidense, que también se vieron obligados a retirarse allí de la batalla, y el USS Pope, el cual estaba siendo reparado.
El 28 de febrero, luego de que anocheciera, los destructores USS John D. Edwards, USS John D. Ford, USS Alden y USS Paul Jones del Escuadrón 58 partieron hacia Australia a través del Estrecho de Bali; luego de un pequeño encuentro con un destructor japonés arribaron sin daños en Fremantle el 4 de marzo.
Luego de recibir reparaciones de emergencia, el HMS Exeter también partió hacia Ceilán para ser reparado a fondo a primera hora del día el 28 de febrero y siendo escoltado por el HMS Encounter y el USS Pope. El Witte de With no pudo zapar debido a problemas mecánicos, y luego fue bombardeado y hundido en Surabaya el 2 de marzo.
Debido a que el Exeter tenía mucho calado para el Estrecho de Bali, se decidió tomar el Estrecho de la Sonda, el cual se creía aún estaba abierto; la mañana del 1 de marzo los tres buques aliados se encontraban al noroeste de la isla Bawean, dirigiéndose hacia el oeste. Los barcos viajaban a 23 km/h, lo máximo que podía soportar el Exeter.

## La batalla

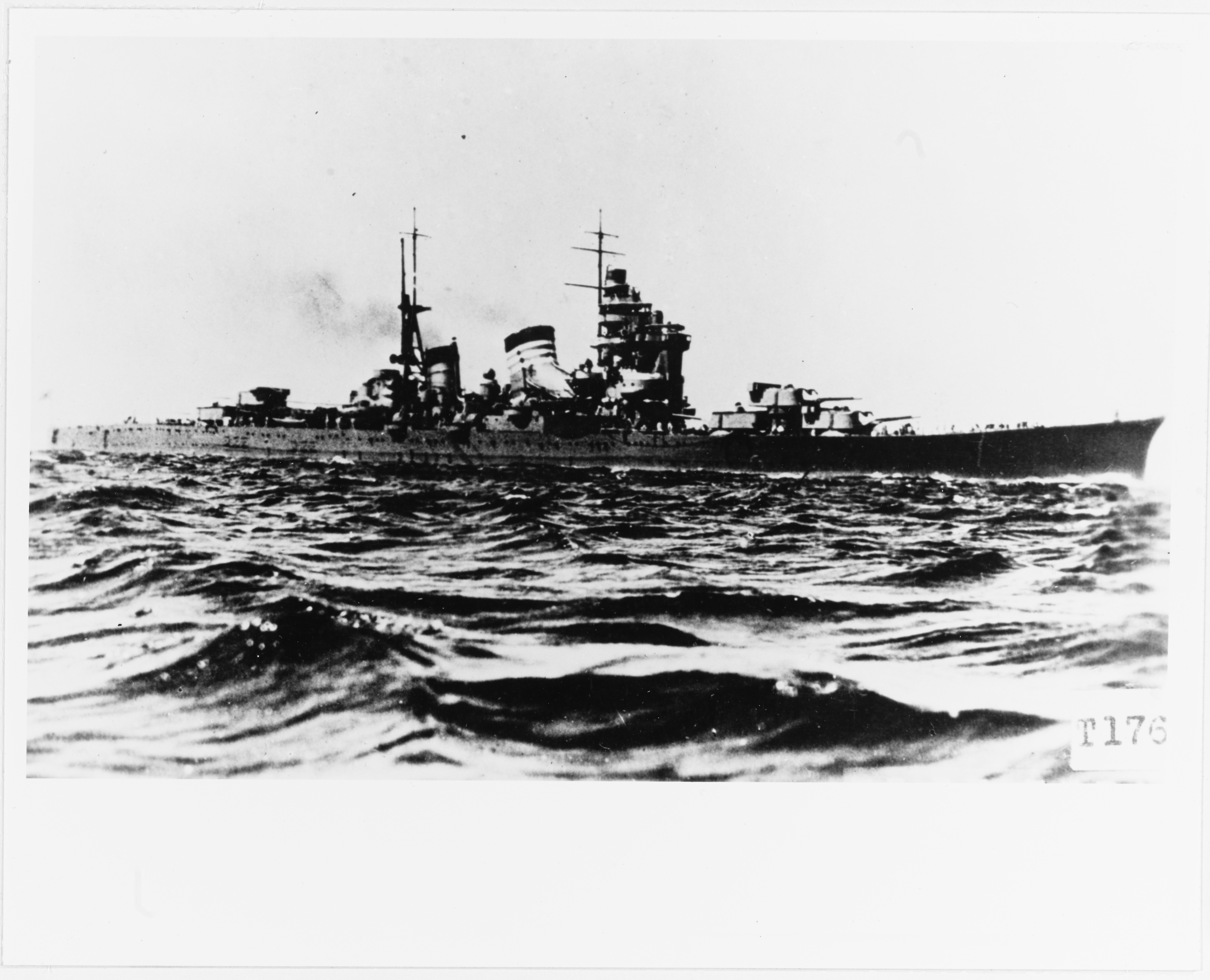
Crucero pesado Haguro (ca. 1931)

A las 04:00 del 1 de marzo, el grupo del HMS Exeter avistó a los buques japoneses en el oeste, y al no estar en condiciones para entrar en batalla, el grupo cambió el rumbo y se dirigió hacia el noroeste para evitar el contacto.
Más buques fueron avistados a las 07:50, en dirección hacia el sudoeste, los buques aliados tuvieron que alterar el curso para evitarlos.
A las 09:35, dos cruceros pesados fueron avistados acercándose desde el sur; estos eran los cruceros Nachi y Haguro de la Fuerza de Invasión Oriental con tres destructores, bajo el mando del Almirante Takeo Takagi. Con estos buques se habían enfrentado dos días antes en la Batalla del Mar de Java.
El Exeter y los destructores se dirigieron al noreste y aumentaron la velocidad, pero pronto avistaron más buques acercándose del noreste; este era el Almirante Ibo Takahashi, con los cruceros pesados Ashigara y Myoko y dos destructores.
Al cerrar a la flota aliada en ambos lados, los cruceros abrieron fuego a las 10:20 una vez que estuvieron lo suficientemente cerca.
El Encounter y el Pope respondieron haciendo humo, y luego intentaron ejecutar un ataque con torpedos, mientras que el Exeter respondió el fuego, pero a las 11:20 recibió un disparo en su cuarto de calderas que provocó pérdida de potencia y redujo su velocidad a 4 km/h. A medida que los cruceros japoneses se acercaban al HMS Exeter, al Encounter y al Pope se les ordenó dirigirse a toda velocidad hacia una borrasca cercana para intentar escapar. Devastado por los disparos, el Exeter fue obligado a encarar a los buques japoneses, y el destructor Inazuma logró acercarse lo suficiente para lanzarle un torpedo. El Exeter fue hundido a las 11:40, al sur de Borneo.
Los cruceros luego volcaron su atención a los destructores que se encontraban en huida; el HMS Encounter fue rápidamente alcanzado por proyectiles de 200 mm y fue hundido, pero el USS Pope logró alcanzar la borrasca y fue perdido de vista.
No obstante, su escape duró poco tiempo, ya que poco tiempo después del mediodía fue avistado por aviones del portaaviones Ryūjō, que se encontraba cubriendo a la Fuerza de Invasión Occidental. Fue atacado por bombarderos en picado y hundido aproximadamente a las 12:50.
En total solo quedaron 800 sobrevivientes, que fueron recogidos y apresados por los japoneses.
Después de la batalla, los buques aliados que quedaron en la zona ya se habían dispersado para encontrar un lugar seguro, pero como Java había sido invadida por los japoneses, fue necesario que se retirasen más al sur.